# Femmage
Un femmage, en art contemporain, est un objet, une création plastique, partant de démarches conceptuelles et de techniques traditionnellement utilisées par les femmes, telles que la couture, le crochet, les collages, applications, etc. Le terme a été inventé par  Miriam Schapiro et Melissa Meyer (en), qui ont théorisé le concept en 1977 dans la revue Heresies. La technique est caractéristique d'une partie des œuvres de Schapiro ; elle a été reprise par d'autres artistes en Amérique, en  Afrique et en Australie. Le concept est rattaché à l'art féministe.

## Histoire
Dans les années 1970, les deux artistes Miriam Shapiro et Melissa Meyer se penchent sur une catégorie de créations traditionnelles n'ayant aucun statut dans l'histoire de l'art généraliste. 
Elles établissent que les « collages » de Picasso et de Braque sont dans la continuité de ces créations mais que ceux-ci n'y font pas référence dans la genèse de leur œuvre. Schapiro et Meyer attribuent ces manques au fait que ces œuvres sont considérées comme mineures car elles sont souvent anonymes, qu'elles font partie de la sphère intime, et que la culture féminine n'est pas reconnue.
Schapiro et Meyer théorisent la catégorie d'objets dans la revue  Heresies (en) , édition hiver 1977-1978, et la nomment « femmages » (en anglais dans le texte). Le terme est composé à partir des mots « femme », « image » et « collage ».
Cet article-manifeste, Waste Not, Want Not: An Inquiry into What Women Saved and Assembled — Femmage est réédité et commenté en 2015 sur le site artcritical 

## Critères
À partir de l'observation d'un corpus, Miriam Shapiro et Melissa Meyer remarquent des constances, qu'elles listent. Pour qu'une œuvre soit considérée comme un femmage, celle-ci doit répondre à au moins sept des quatorze critères suivants.
1. C'est un ouvrage fait par une femme.
2. Le sens de l'économie et la collecte de matériaux y tiennent une place importante.
3. Il est essentiel que l'œuvre soit composée de pièces de récupération.
4. Le thème s'inscrit dans la vie quotidienne d'une femme.
5. L'ouvrage possède des éléments visuels cachés.
6. Le sujet de l'ouvrage s'adresse à des proches.
7. Il célèbre un événement public ou privé.
8. L'ouvrage est traité sur le mode d'un journal intime.
9. Il comporte des dessins ou des textes manuscrits réalisés à l'aiguille.
10. Des images en silhouette sont fixées sur un autre support.
11. Des images identifiables forment une séquence narrative.
12. Des formes abstraites composent un dessin.
13. L'ouvrage contient des photographies ou d'autres matières imprimées.
14. L'ouvrage est aussi bien utile qu'esthétique.

La technique était toutefois aussi utilisée par plusieurs des artistes masculins du Mouvement Pattern and Decoration (en) cofondé en 1976 par Miriam Schapiro.

## Critiques conceptuelles
Le concept établi par Schapiro a fait l'objet de travaux critiques. En février 1980, un article publié dans Arts Magazine réfléchit au conflit apparent entre décoration et abstraction. En 1998, c'est l'analyse des collages en tant que stratégie féministe qui est passée au crible.
Le scrapbooking, que Schapiro et Meyers incluaient dans le panel des techniques utilisées par les femmages, a connu dans les années 2000 un très fort développement de type consumériste, et s'est souvent révélé porteur de valeurs très conservatrices sur les rôles de genre, au point d'engendrer des interrogations sur ses rapports avec l'art féministe. 

## Œuvres et artistes représentatives
Miriam Schapiro a conçu des femmages aussi bien conceptuels que figuratifs. En 1976, elle crée ainsi sous ce nom un grand patchwork géométrique composé de mouchoirs de femmes assemblés, se voulant faire le lien avec le passé. En 1975, elle multiplie avec cette technique ce qu'elle appelle des « collaborations », travaux reprenant des tableaux de peintres célèbres, qu'elle insère dans des compositions pour en prolonger ou modifier le sens. Elle compose ainsi  Gauguin and me qui reprend un autoportrait du peintre sous celui d'une Vahiné qui lui est attribué, tous deux étant enfouis dans un immense kimono, et suggérant un Gauguin pensif sur le sort des femmes. Dans Delacroix and me, ou Courbet and me, les deux peintres sont ensevelis dans avalanche de chintz pour renverser les rôles féminin/masculin. L'une de ses  œuvres, femmage de grand format, a été conçue spécificiquement pour l'aéroport d'Orlando.
En Australie, Sally Smart (en) est une artiste se réclamant du mouvement à travers le titre de ses œuvres, et des techniques de collage employées. Présente dans les musées nationaux, et de nombreuses galeries internationales, elle a aussi exposé au Japon, à Fukuoka en 1999.
D'autres artistes conçoivent leurs œuvres dans ce cadre : Naem à Abidjan, Sarah Contos en Sud-Australie, etc.
- Mary Filmer, La Séance de photographie du Prince de Galle
- Hannah Stockton, Terre et mer
- La nonne anonyme, Saint Jean l'Évangéliste